# Чемпионат мира по биатлону 2016
51-й чемпионат мира по биатлону прошёл в пригороде норвежской столицы Осло Хольменколлене с 3 по 13 марта 2016 года. Предыдущий чемпионат в этом городе был проведён в 2002 году.

## Программа
Было разыграно 11 комплектов медалей, по 5 у мужчин и женщин в спринте, преследовании, масс-старте, индивидуальной гонке, эстафете и один комплект медалей в смешанной эстафете.

## Общая информация
Героями чемпионата стали французы Мартен Фуркад и Мари Дорен-Абер. Фуркад добавил в свою коллекцию ещё 4 золотых и 1 серебряную медали, а Дорен-Абер стала лучшей на втором чемпионате подряд завоевав медали во всех гонках: в итоге 3 золота, 2 серебра и 1 бронза.
Уникальное достижение установил Уле-Эйнар Бьёрндален, в 42-летнем возрасте он завоевал свои очередные 4 медали, включая золото в эстафете.
Из остальных спортсменов можно выделить Лауру Дальмайер, завоевавшая медали во всех гонках в которых она участвовала (не участвовала только в смешанной эстафете): золото, серебро и 3 бронзы.
Автором главной сенсации чемпионата стала мужская сборная Канады, впервые в истории завоевавшая бронзовые медали в эстафете.
Сборная России впервые в новейшей истории осталась без медалей.

## Медальная таблица
| Место | Страна    | Золото | Серебро | Бронза | Всего |
| ----- | --------- | ------ | ------- | ------ | ----- |
| 1     | Франция   | 6      | 4       | 1      | 11    |
| 2     | Норвегия  | 4      | 2       | 3      | 9     |
| 3     | Германия  | 1      | 3       | 3      | 7     |
| 4     | Австрия   | 0      | 1       | 1      | 2     |
| 5     | Италия    | 0      | 1       | 0      | 1     |
| 6     | Украина   | 0      | 0       | 1      | 1     |
| 6     | Канада    | 0      | 0       | 1      | 1     |
| 6     | Финляндия | 0      | 0       | 1      | 1     |
| Всего | Всего     | 11     | 11      | 11     | 33    |

### Спортсмены
| С учётом всех гонок | С учётом всех гонок   | С учётом всех гонок | С учётом всех гонок | С учётом всех гонок | С учётом всех гонок |
| Место               | Спортсмен             |                     |                     |                     | Всего               |
| ------------------- | --------------------- | ------------------- | ------------------- | ------------------- | ------------------- |
| 1                   | Мартен Фуркад         | 4                   | 1                   | 0                   | 5                   |
| 2                   | Мари Дорен-Абер       | 3                   | 2                   | 1                   | 6                   |
| 3                   | Тириль Экхофф         | 2                   | 0                   | 1                   | 3                   |
| 4                   | Йоханнес Бё           | 2                   | 0                   | 1                   | 3                   |
| 5                   | Уле-Эйнар Бьёрндален  | 1                   | 2                   | 1                   | 4                   |
| 6                   | Анаис Бескон          | 1                   | 2                   | 0                   | 3                   |
| 7                   | Лаура Дальмайер       | 1                   | 1                   | 3                   | 5                   |
| 8-10                | Марте Олсбю           | 1                   | 0                   | 1                   | 2                   |
| 8-10                | Тарьей Бё             | 1                   | 0                   | 1                   | 2                   |
| 8-10                | Эмиль-Хегле Свендсен  | 1                   | 0                   | 1                   | 2                   |
| 11-13               | Кантен Фийон Майе     | 1                   | 0                   | 0                   | 1                   |
| 11-13               | Сюннёве Сулемдаль     | 1                   | 0                   | 0                   | 1                   |
| 11-13               | Фанни Хурн-Биркеланн  | 1                   | 0                   | 0                   | 1                   |
| 14-15               | Арнд Пайффер          | 0                   | 2                   | 0                   | 2                   |
| 14-15               | Симон Шемпп           | 0                   | 2                   | 0                   | 2                   |
| 16-17               | Франциска Пройс       | 0                   | 1                   | 1                   | 2                   |
| 16-17               | Франциска Хильдебранд | 0                   | 1                   | 1                   | 2                   |
| 18-23               | Доротея Вирер         | 0                   | 1                   | 0                   | 1                   |
| 18-23               | Доминик Ландертингер  | 0                   | 1                   | 0                   | 1                   |
| 18-23               | Жюстин Брезаз         | 0                   | 1                   | 0                   | 1                   |
| 18-23               | Анаис Шевалье         | 0                   | 1                   | 0                   | 1                   |
| 18-23               | Эрик Лессер           | 0                   | 1                   | 0                   | 1                   |
| 18-23               | Бенедикт Долль        | 0                   | 1                   | 0                   | 1                   |
| 24-31               | Сергей Семёнов        | 0                   | 0                   | 1                   | 1                   |
| 24-31               | Симон Эдер            | 0                   | 0                   | 1                   | 1                   |
| 24-31               | Марен Хаммершмидт     | 0                   | 0                   | 1                   | 1                   |
| 24-31               | Кристиан Гоу          | 0                   | 0                   | 1                   | 1                   |
| 24-31               | Натан Смит            | 0                   | 0                   | 1                   | 1                   |
| 24-31               | Скотт Гоу             | 0                   | 0                   | 1                   | 1                   |
| 24-31               | Брендан Грин          | 0                   | 0                   | 1                   | 1                   |
| 24-31               | Кайса Мякяряйнен      | 0                   | 0                   | 1                   | 1                   |

| Без учёта эстафетных гонок | Без учёта эстафетных гонок | Без учёта эстафетных гонок | Без учёта эстафетных гонок | Без учёта эстафетных гонок | Без учёта эстафетных гонок |
| -------------------------- | -------------------------- | -------------------------- | -------------------------- | -------------------------- | -------------------------- |
|                            |                            |                            |                            |                            |                            |
| Место                      | Страна                     |                            |                            |                            | Всего                      |
| 1                          | Мартен Фуркад              | 3                          | 1                          | 0                          | 4                          |
| 2                          | Мари Дорен-Абер            | 2                          | 1                          | 1                          | 4                          |
| 3                          | Лаура Дальмайер            | 1                          | 1                          | 2                          | 4                          |
| 4-5                        | Тириль Экхофф              | 1                          | 0                          | 0                          | 1                          |
| 4-5                        | Йоханнес Бё                | 1                          | 0                          | 0                          | 1                          |
| 6                          | Уле-Эйнар Бьёрндален       | 0                          | 2                          | 1                          | 3                          |
| 7                          | Доротея Вирер              | 0                          | 1                          | 0                          | 1                          |
| 7                          | Анаис Бескон               | 0                          | 1                          | 0                          | 1                          |
| 7                          | Доминик Ландертингер       | 0                          | 1                          | 0                          | 1                          |
| 10                         | Сергей Семёнов             | 0                          | 0                          | 1                          | 1                          |
| 10                         | Эмиль-Хегле Свендсен       | 0                          | 0                          | 1                          | 1                          |
| 10                         | Симон Эдер                 | 0                          | 0                          | 1                          | 1                          |
| 10                         | Кайса Мякяряйнен           | 0                          | 0                          | 1                          | 1                          |

## Призёры

### Мужчины
| Дисциплина                  | Золото                                                                                  | Золото                                                    | Серебро                                                              | Серебро                                       | Бронза                                                        | Бронза                                                    |
| --------------------------- | --------------------------------------------------------------------------------------- | --------------------------------------------------------- | -------------------------------------------------------------------- | --------------------------------------------- | ------------------------------------------------------------- | --------------------------------------------------------- |
| Индивидуальная гонка 20 км  | Мартен Фуркад · Франция                                                                 | 49:13.9 (0+1+0+0)                                         | Доминик Ландертингер · Австрия                                       | 49:19.0 (0+0+0+0)                             | Симон Эдер · Австрия                                          | 49:28.3 (0+0+0+0)                                         |
| Спринт 10 км                | Мартен Фуркад · Франция                                                                 | 25:35.4 (0+0)                                             | Уле-Эйнар Бьёрндален · Норвегия                                      | 26:02.3 (0+0)                                 | Сергей Семёнов · Украина                                      | 26:03.0 (0+0)                                             |
| Гонка преследования 12,5 км | Мартен Фуркад · Франция                                                                 | 32:56.5 (0+0+1+2)                                         | Уле-Эйнар Бьёрндален · Норвегия                                      | 33:16.6 (1+0+0+1)                             | Эмиль Хегле Свендсен · Норвегия                               | 33:27.7 (0+0+0+1)                                         |
| Масс-старт 15 км            | Йоханнес Тиннес Бё · Норвегия                                                           | 37:05.1 (0+0+1+0)                                         | Мартен Фуркад · Франция                                              | 37:07.9 (1+0+0+0)                             | Уле-Эйнар Бьёрндален · Норвегия                               | 37:11.8 (0+0+0+0)                                         |
| Эстафета 4×7,5 км           | Норвегия · Уле-Эйнар Бьёрндален · Тарьей Бё · Йоханнес Тиннес Бё · Эмиль Хегле Свендсен | 1:13:16.8 (0+0) (0+2) (0+1) (0+1) (0+0) (0+0) (0+0) (0+2) | Германия · Эрик Лессер · Бенедикт Долль · Арнд Пайффер · Симон Шемпп | 1:13:28.3 (0+0) (0+0) (0+1) (0+1) (0+0) (0+1) | Канада · Кристиан Гоу · Натан Смит · Скотт Гоу · Брендан Грин | 1:13:40.2 (0+0) (0+0) (0+1) (0+1) (0+0) (0+3) (0+0) (0+0) |

### Женщины
| Дисциплина                 | Золото                                                                           | Золото                                                    | Серебро                                                                  | Серебро                                                   | Бронза                                                                                   | Бронза                                                    |
| -------------------------- | -------------------------------------------------------------------------------- | --------------------------------------------------------- | ------------------------------------------------------------------------ | --------------------------------------------------------- | ---------------------------------------------------------------------------------------- | --------------------------------------------------------- |
| Индивидуальная гонка 15 км | Мари Дорен-Абер · Франция                                                        | 44:02.8 (0+0+0+1)                                         | Анаис Бескон · Франция                                                   | 44:15.0 (0+0+0+1)                                         | Лаура Дальмайер · Германия                                                               | 45:20.6 (1+0+1+0)                                         |
| Спринт 7,5 км              | Тириль Экхофф · Норвегия                                                         | 21:10.8 (0+0)                                             | Мари Дорен-Абер · Франция                                                | 21:25.8 (0+0)                                             | Лаура Дальмайер · Германия                                                               | 21:30.6 (1+0)                                             |
| Гонка преследования 10 км  | Лаура Дальмайер · Германия                                                       | 30:49.2 (0+0+0+0)                                         | Доротея Вирер · Италия                                                   | 31:37.6 (0+1+1+0)                                         | Мари Дорен-Абер · Франция                                                                | 31:46.5 (0+0+2+1)                                         |
| Масс-старт 12,5 км         | Мари Дорен-Абер · Франция                                                        | 35:28.5 (0+0+0+0)                                         | Лаура Дальмайер · Германия                                               | 35:35.8 (0+0+1+0)                                         | Кайса Мякярайнен · Финляндия                                                             | 35:36.6 (0+0+1+0)                                         |
| Эстафета 4×6 км            | Норвегия · Сюннёве Сулемдал · Фанни Хурн-Биркеланн · Тириль Экхофф · Марте Олсбю | 1:07:10.0 (0+0) (0+0) (0+1) (0+1) (0+0) (0+0) (0+2) (0+2) | Франция · Жюстин Брезаз · Анаис Бескон · Анаис Шевалье · Мари Дорен-Абер | 1:07:15.3 (0+3) (0+2) (0+0) (0+0) (0+0) (0+1) (0+2) (0+0) | Германия · Франциска Пройс · Франциска Хильдебранд · Марен Хаммершмидт · Лаура Дальмайер | 1:07:38.6 (0+0) (0+2) (0+0) (0+0) (0+0) (0+2) (0+0) (0+0) |

### Смешанная эстафета
| Дисциплина                           | Золото                                                                       | Золото                                                    | Серебро                                                                         | Серебро                                       | Бронза                                                                  | Бронза                                                    |
| ------------------------------------ | ---------------------------------------------------------------------------- | --------------------------------------------------------- | ------------------------------------------------------------------------------- | --------------------------------------------- | ----------------------------------------------------------------------- | --------------------------------------------------------- |
| Смешанная эстафета 2×6 км + 2×7,5 км | Франция · Анаис Бескон · Мари Дорен-Абер · Кантен Фийон Майе · Мартен Фуркад | 1:14:01.0 (0+0) (0+3) (0+0) (0+1) (0+2) (0+1) (0+0) (0+1) | Германия · Франциска Пройс · Франциска Хильдебранд · Арнд Пайффер · Симон Шемпп | 1:14:05.3 (0+2) (0+0) (0+0) (0+1) (0+1) (0+1) | Норвегия · Марте Олсбю · Тириль Экхофф · Йоханнес Тиннес Бё · Тарьей Бё | 1:14:15.4 (0+1) (0+0) (0+2) (0+2) (0+1) (0+1) (0+3) (0+0) |

## Расписание соревнований
Время начала соревнований указано CET (МСК = CET + 02:00).
| Дата     | Время         | Дисциплина                            |
| -------- | ------------- | ------------------------------------- |
| 3 марта  | 15:30 (17:30) | Смешанная эстафета, 2×6 км + 2×7,5 км |
| 5 марта  | 11:30 (13:30) | Мужчины, спринт 10 км                 |
| 5 марта  | 14:30 (16:30) | Женщины, спринт 7,5 км                |
| 6 марта  | 13:30 (15:30) | Мужчины, гонка преследования 12,5 км  |
| 6 марта  | 15:45 (17:45) | Женщины, гонка преследования 10 км    |
| 9 марта  | 13:00 (15:00) | Женщины, индивидуальная гонка 15 км   |
| 10 марта | 15:30 (17:30) | Мужчины, индивидуальная гонка 20 км   |
| 11 марта | 15:30 (17:30) | Женщины, эстафета 4×6 км              |
| 12 марта | 15:30 (17:30) | Мужчины, эстафета 4×7,5 км            |
| 13 марта | 13:00 (15:00) | Женщины, масс-старт 12,5 км           |
| 13 марта | 16:00 (18:00) | Мужчины, масс-старт 15 км             |